# 럼피스킨병

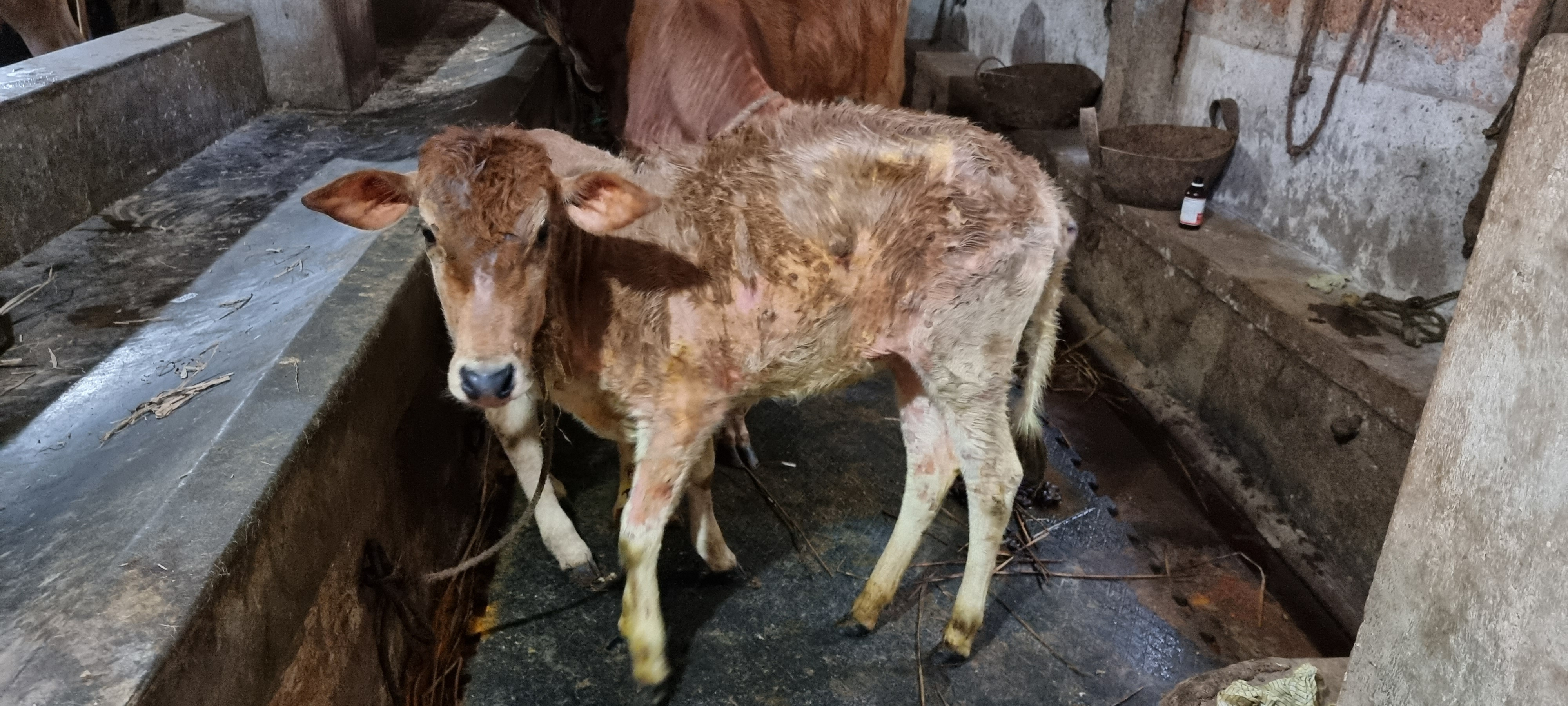
럼피스킨병에 감염된 소

럼피스킨병(en:Lumpy skin disease)은 럼피스킨병 바이러스 감염을 원인으로 하는 소나 물소의 감염증이다. 가축 전염병 예방법에서 국내 제1종 법정 가축전염병에 해당한다. 럼피스킨병 바이러스는 폭스바이러스과(poxviridae) 코도폭스바이러스아과(chordopoxvirinae) 카프리폭스바이러스속(capripoxvirus)에 속하며, 중화 테스트에 대해 양두바이러스, 산양두바이러스와 교차 반응을 나타낸다. 주로 절족동물에 의한 기계적 전파에 의해 감염된다. 증상으로는 발열, 건강 소실, 침 흘림, 눈물 흘림, 콧물 흘림을 나타내며, 피부 결절이 형성된다. 병변부의 표피 세포에 대해 호산성의 세포질 내 봉입체가 형성되는 일이 있다. 진단은 소의 정소 배양 세포에 의한 바이러스 분리에 의한다. 대한민국에서도 2023년 10월 20일 발생했다. 접종효과가 생기려면 접종후 3주가 지난다.

## 징후와 증상
럼피스킨병은 감염후 약 7일 동안 잠복기가 있다. 첫번째 징후는 3-4일 동안 반점에서 구진, 결절로 발전되는 0.5cm 내지 5cm 직경의 피부 병터 출현이 뒤따르는 발열이다. 그 병터는 입•코•눈 분비물과 기면, 식욕부진이 자주 동반되고 수유 중인 동물에게서는 젖 생성의 빠른 급강하가 동반된다. 점막을 포함한 결절의 위치에 따라  절름발이도 관찰될 수 있다. 부종이 생식기관과 축락과 사지에 있을 수 있다. 가슴 부종(Brisket oedema)과 림브절병증(Lymphadenopathy)도 보고되었다. 1-2주 뒤에 동물에게 2차 세균 감염이나 구더기증에 걸리기 쉽게 할 수 있는 피부 결함을 남겨 둔 채로 피부 결절은 괴사하고 그 중앙은 결국 딱지가 형성된다. 별난 동물은 사망할 수 있다.

## 전염
침파리속(Stomoxys)과 깨다시등에속(Haematopota) 등 흡혈성 절지동물 매개체(hematophagous arthropod vectors), 피•코•눈 분비물(blood, nasal and ocular excretions)을 통한 간접 접촉(indirect contact) 및 감염된 야생동물[들소]과 소의 상호 작용(Wildlife-domestic cattle interface)으로 전염된다.

## 처치
럼피스킨병에 대항하는 아단위 백신(Sub-unit vaccine)인 다중 항원 결정 인자 단백질(multi-epitope protein)의 설계 후보가 Scientific Reports지에 다루어진 적이 있다.

## 대처법
매일 꼼꼼히 관찰하고 농장 주변 물웅덩이 제거, 주기적인 분변 처리, 포충기를 사용하여 곤충을 방제, 주사기 재사용 금지 등의 청결한 농장 환경 관리로 바이러스를 예방할 수 있으며 가축의 럼피스킨병 의심 증상 발현 시 즉시 방역당국에 신고해야 한다.
럼피스킨병은 백신이 개발되어 있으며 농림축산식품부는 이미 54만두분의 백신을 확보했으며 추가로 백신을 확보했다.

## 대한민국의 상황
- 20일
  - 충청남도 서산시 부석면의 한우 농장에서 최초 감염 확진 사례가 발생했다.
  - 농림축산식품부는 가축 전염병 위기 경보를 심각으로 격상하고 2023년 10월 20일 14:00부터 10월 22일 14:00시까지 전국에 일시이동중지명령을 내렸다.

- 21일
  - 충청남도 당진시 신평면의 한우 농장에서 2번째 감염 확진 사례가 발생했다.
  - 경기도 평택시 청북읍의 젖소 농장에서 3번째 감염 확진 사례가 발생했다.
  - 충청남도 서산시 부석면의 젖소 농장에서 4번째 감염 확진 사례가 발생했다.
- 22일
  - 경기도 김포시 하성면의 젖소 농장에서 5번째 감염 확진 사례가 발생했다.
  - 경기도 평택시 포승읍의 젖소 농장에서 6번째 감염 확진 사례가 발생했다.
  - 충청남도 태안군 이원면의 한우 농장에서 7번째 감염 확진 사례가 발생했다.
  - 충청남도 서산시 부석면의 한우 농장에서 8~10번째 감염 확진 사례가 발생했다.
  - 농림축산식품부는 2023. 10. 22. 14:00부터 2023. 10. 24. 14:00까지 충남, 경기, 인천에 일시이동중지명령을 내렸다.
- 23일
  - 농림축산식품부는 2023. 10. 23. 11:00부터 2023. 10. 24. 14:00까지 충북에 일시이동중지명령을 내렸다.
- 24일
  - 인천광역시 강화군에서 축산 농가 3곳에서 확진 사례가 발생했다.
  - 충청남도 홍성군에서도 확진 사례가 보고되었으며, 하루새 서산, 당진에서도 5곳이 추가로 확진 사례가 발생했다.
  - 강원특별자치도 양구군 한우 농장에서 확진 사례가 발생했다. 이에 강원특별자치도청은 발병지역 10km 이내 127개 농장에서 사육중인 소에 대해 백신 접종을 실시할 예정이다.
  - 중앙사고수습본부는 지금까지 럼피스킨병 확진 사례가 오후 3시 기준 인천 강화, 강원 양구, 충남 서산/당진, 경기 수원 등에서 10건이 추가돼 공식 총 27건 발생했다고 밝혔다.
  - 농림축산식품부는 2023. 10. 24. 13:00부터 2023. 10. 25. 14:00까지 강원에 일시이동중지명령을 내렸다.

- 25일
  - 정부는 우선 11월 초까지 전국 소농가에 백신 접종을 시행하기로 했다. 이를 위해 이달 말까지 백신 400만 마리분을 확보한다는 계획이다. 감염 발생 지역의 소 이동은 전면 중단하되, 도축장 출하는 허용하기로 했다.
  - 농림축산식품부는 2023. 10. 25. 16:00부터 2023. 10. 26. 16:00까지 전북에 일시이동중지명령을 내렸다

- 26일
  - 강원특별자치도 횡성군 우천면의 농가에서 감염 확진 사례가 발생했다.

- 28일
  - 이번 일로 한우 도매가격이 1주일 전보다 13% 올라 kg당 2만 원을 넘었다. 소를 경매하는 우시장은 문을 닫았다.
  - 럼피스킨병 확진 사례는 6개 시도 총 55건이다. 매몰 처분됐거나 매몰 예정인 소는 3천7백 마리가 넘는다.
  - 정부가 확산세를 막기 위해서 처음으로 소 128만 마리에 접종할 수 있는 튀르키예 수입 백신을 급히 들여왔다. 백신은 10월 말까지 두 차례에 걸쳐 추가로 들어올 예정이다. 정부는 10월 29일부터 수입 백신을 확진 농가가 나온 지자체에 우선 공급하고 범위를 점차 확대해 11월 초까지 전국적으로 접종을 마친다는 계획이다. 정부와 여당은 10월 29일 고위당정협의회를 열어 럼피스킨병 확산 상황을 점검하고 축산농가 방역 지원 대책을 논의할 예정이다.
- 29일 전남 무안군 망운면 농가에서 감염 확진 사례가 발생했다.
- 30일 강원 고성군에서 감염 확진 사례가 발생했다  지금까지 확진받은 농가는 서산 9곳, 당진 7곳, 강화 4곳, 평택 3곳, 화성 3곳, 김포 2곳, 양구 1곳, 수원 1곳, 음성 1곳, 태안 1곳, 홍성 1곳, 부안 1곳 강원 2곳 전남 1곳이다.